# 岡本沙保里
岡本 沙保里（おかもと さおり、6月16日 - ）は、日本の女性声優。大阪府出身。かつてはオフィスPACに所属していた。元株式会社でらゲー代表取締役社長。父はゲームクリエイターの岡本吉起。
現在は、声優業を休業している。株式会社でらゲー取締役を務めている。

## 休業中の代役・後任
岡本の休業後、持ち役を引き継いだ人物は以下の通り。
| 後任     | 役名               | 作品                 | 後任の初出演 |
| -------- | ------------------ | -------------------- | ------------ |
| 古谷佳乃 | シルビー・ブレット | 『シカゴ・ファイア』 | シーズン10   |

## 出演

### テレビアニメ
- 牙狼〈GARO〉-炎の刻印-（2014年、マルセロ少年時代、若い母親、アンジェリーナ、娼婦 ）
- ルパン三世 PART IV（2015年、タチアナ）
- 牙狼 -紅蓮ノ月-（2015年、雷吼母）
- レイトン ミステリー探偵社 〜カトリーのナゾトキファイル〜（2019年、店員）
- おそ松さん（2021年、ナレーション）

### OVA
- 地球外少年少女（2022年、アナウンサーC）

### 吹き替え

#### 映画
- ガーディアンズ（クセニア）
- ザ・グラビティ
- スレンダーマン 奴を見たら、終わり（ケイティ〈アナリース・バッソ〉）
- ニード・フォー・スピード
- ラストミッション

#### テレビドラマ
- エージェント・オブ・シールド
- クイーンズ・ギャンビット（アリス・ハーモン〈クロエ・ピリー〉）
- グッド・ワイフ4
- クリミナルマインド8
- GOTHAM/ゴッサム シーズン1 #6（マークス）
- GOTHAM/ゴッサム シーズン2（ノーラ・フライス〈クリステン・ヘイガー〉）
- シカゴ・ファイア（シルビー・ブレット〈カーラ・キルマー〉）※シーズン3～9まで
- パラノイド・シンドローム（エリザベス）
- フィアー・ザ・ウォーキング・デッド
- BONES -骨は語る- シーズン9（クリスティン・ブース）
- Major Crimes 〜重大犯罪課 シーズン2
- メンタリスト シーズン7（ミシェル・ヴェガ〈ジョジー・ローレン〉）

#### アニメ
- レゴニンジャゴー ザ・ムービー

#### その他
- project RUNWAY Allstars2
- project RUNWAY10

### ゲーム
- 妖怪ウォッチ2 元祖/本家（2014年） - 2作品
- ダンボール戦機ウォーズ（2013年）
- ニーア オートマタ（2017年）
- キングダム ハーツIII（2019年）
- ファイナルファンタジーVII リメイク（2020年）
- ライフ イズ ストレンジ2（2020年、イングリッド）

### 舞台
- The Charm of PreparednessShachie
- The Threepenny Opera

### その他
- リアル脱出ゲーム 宇宙怪獣からの脱出（女生徒）